# Astralna podmuklost
Astralna podmuklost (engl. Insidious) je američki nezavisni horor film iz 2010. godine, koji je napisao Li Vanel, režirao Džejms Von, a u glavnim ulogama su Patrik Vilson, Rouz Bern, Lin Šej i Barbara Herši. Priča se usredsređuje na bračni bar čiji sin neobjašnjivo upada u komatozno stanje i postaje vozilo za duhove u astralnom svetu. Film je pušten u bioskope širom sveta 1. aprila, 2011. U pogledu troškova i bruto zarade, Astralna podmuklost je najprofitabilniji film u 2011. godini. Sam film je nagrađivan tri puta, a glumci Rouz Bern i Patrik Vilson su, takođe, nominovani od strane 2011 Scream Awards-a za Najboljeg horor glumca i Najbolju horor glumicu.

## Opis filma
Na samom početku filma vidimo staru sablasnu staricu kako se šunja pored kuće dok dečak mirno spava u svojoj sobi. 
U sadašnjosti, Rene i Džoš Lambert (Rouz Bern i Patrik Vilson) su se ne tako davno doselili u novu kuću sa svoje troje dece. Jednog jutra, Rene počinje da prelistava svoj stari porodični album sa svojim sinom, Daltonom (Taj Simpkins). Dalton pita zašto u albumu nema Džošove slike iz vremena kad je bio dete. Rene mu odgovara da se Džoš uvek stideo od fotografisanja. Zatim Dalton govori Rene da se plaši svoje nove sobe. Jednog dana, Dalton, igrajući se, čuje nešto na tavanu, i, kada ode da pogleda o čemu se radi, penje se na merdevine i pada sa njih kada se lestvica na merdevina polomi. Sledećeg dana Džoš odlazi u Daltonovu sobu da bi ga probudio za školu, ali se Dalton ne pomera. Odmah ga vode u bolnicu gde im doktor objašnjava da je Dalton upao u neobjašnjivu komu.
Nakon tri meseca provedenih u bolnici, Daltona puštaju kući dok je i dalje u komi. Uznemiravajuće stvari počinju da se dešavaju. Renai počinje da veruje da je kuća posednuta jer počinje da čuje i vidi siluete u kući. Govori Džošu o tome i porodica se ponovo seli u novu kuću. U novoj kući, sve nasilnije i natprirodnije stvari ponovo počinju da se dešavaju. Džošova majka, Lorejn (Barbara Herši), kontaktira prijateljicu, Elizu Rajner (Lin Šaj), koja se bavi proučavanjem paranormalnih i natprirodnih aktivnosti. Porodica, Eliza, i njen tim odlaze u Daltonovu sobu. Tamo, Eliza vidi i opisuje figuru jednom od njenih pomoćnika, koji zatim crta crnu figuru sa crvenim licem i crnim očima sa crnim očnim dupljama na plafonu Daltonove sobe.
Eliza objašnjava Renai i Džošu o Daltonovoj sposobnosti astralne projekcije tokom sna. Objašnjava kako je Dalton otišao previše daleko u "Daljinu", tako da sada ne može da pronađe put nazad u svoje fizičko telo, koje je postalo pogodno za posednuće od strane bilo kojeg stvorenja sa Astrala. U početku skeptičan, Džon popušta nakon što vidi slike koje je Dalton nacrtao na kojima je demonska figura koju je Eliza opisala. Zatim Eliza i Lorejn otkrivaju Renai i Džošu kako je Džoš i sam vešt astralni putnik, i kako je bio zastrašivan od strane duhova u detinjstvu. Lorejn im zatim pokazuje slike iz vremena dok je Džoš bio dete, a kote otkrivaju senkastu staricu koja se sve više približava Džošu na svakoj slici. Eliza predlaže Džošu da upotrebi tu svoju sposobnost da pronađe Daltona i pomogne mu da povrati svoju dušu. Džoš pristaje na to, a zatim projektuje sebe u Daljinu i pronalazi i oslobađa svog sina zarobljenog od strane demona sa crvenim licem. U potrazi za svojim fizičkim telima, Džoš i Dalton uspevaju da pobegnu od demona koji ih juri. Trenutak pre nego što se obojica probude, Džoš ostavlja svog sina da bi se suočio sa senkastom staricom za koju se ispostavilo da se nalazi u njegovoj kući, zajedno sa još nekoliko drugih duhova sa Astrala, mada su on i Dalton bežali od demona sa crvenim licem. Dok Džoš viče na staricu da beži od njega, ona se polako povlači u Daljinu. Trenutak kasnije, Džoš i Dalton se bude, i svi duhovi, koji su do tog trenutka uspeli da pređu naš svet, nestaju.
Sada su svi ponovo srećni u porodici: Renai, Dalton i Lorejn radosno ćaskaju u kuhinji dok se Eliza i Džoš polako pakuju od duge noći. Džoš dodaje Elizi slike iz njegovog detinjstva, i, dok ih uzima iz njegove ruke, ona oseti nešto, a zatim fotografiše Džoša sa svog digitalnog fotoaparata, čime ga razbešnjuje, i pitajući je zašto ga je fotografisala mada zna šta on misli o tome. Renai čuje tu viku i odlazi kod njih u sobu gde pronalazi Elizu mrtvu, dok Džoš nije tu. Ona zatim počinje žurno da traži po kući, i uzima sa poda Elizin digitalni fotoaparat. Slika na fotoaparatu nije Džošova, već staričina. Džoš joj za tim stavlja ruku na rame, i, dok se okreće prema njemu, poluglasno zavrišti.

## Prijem kod publike
Film Astralna podmuklost je dobio pretežno pozitivne kritike. Kritički tim Rotten Tomatoes-a izveštava da je 67% kritičara dalo ovom filmu pozitivne komentare, baziranih na 155 napisanih kritika, sa prosečnom ocenom od 6,0. Kritičari se slažu u jednom: "Osim dvosmislene završne scene, Astralna podmuklost je veoma strašan i veoma zabavan film sa tematikom posednutih kuća". Rodžer Ibert dao je filmu 2 1/2 zvezdica od mogućih 4, pri tome izjavljujući: "Sve zavisi od likova, atmosfere, lukavih dešavanja i lepo upakovane horor priče. Ovaj film nije toliko dobar, ali će posetioci bioskopa da dobiju ono što i očekuju". Stiv O'Brajan iz WCBS-FM-a kaže: "Najstrašniji film od Isterivača đavola".
Jedan broj onih koji su negativno kritikovali ovaj film su izjavili da se druga polovina filma ne podudara sa razvojem prve polovine. Majk Hejl iz Nju Jork Tajmsa napisao je da je "najjači analog za drugu polovinu Astralne podmuklosti onaj za koji se tvorci filma nisi posebno trudili: izgleda kao mala poetska verzija bajke M. Najt Šijamalana". Isto tako, Džejms Berardineli je prokomentarisao: "Ako postoji bilo kakav razlog za negodovanje na film Astralna podmuklost, onda bi to bilo to da druga polovina ovog filma jednostavno ne može da dostigne neverovatno visoke standarde postavljene prvom polovinom filma". Itan Gilsdorf iz The Boston Globe-a napisao je da "film puno obećava" ali da "šašavi voz Astralne podmuklosti u potpunosti iskače iz šina kada tvorci ovog filma krenu stazom logike i sve što je do sada bilo misteriozno polako postaje objašnjeno kao što su, za primer, demonska posednutost i Astralna projekcija".
Pozitivne kritike su se, uglavnom, usredsredile na sposobnost reditelja da izgrade ne izvesnost. Džon Anderson iz The Wall Street Journal-a objašnjava da "ono što čini film strašnim nije šta iskače iz ormana, već ono što može da iskoči iz ormana. Krv, ubijanje i vika mnogih dosadašnjih horor filmova propuštaju jedan i glavni ključ: fanovi filmova vole ubedljivost, intuitivnost, i ono čega nismo svesni će zasigurno da nas povredi... Astralna podmuklost potvrđuje da ti ljudi mogu da naprave film koji funkcioniše na totalno drugačijem nivou, bez ubijanja, ili očiglednih efekata. Što čini da mi se strah uvuče pod kožu...". Majkl Filips iz Chicago Tribune-a piše: "Režiser Džejms Van i scenarista Leij Vanel obožavaju sve vrste straha i zastrašivanja, od kreštanja u šumi u posleponoćnim časovima do podmukle prepredenosti. Astralna podmuklost leži na zlatnoj sredini između navedenih krajnosti". Petar Travers iz Rolling Stone-a komentariše: "Konačno evo jednog filma o duhovima koji umnogome odudara od klasike, većinom zbog toga što Astralna podmuklost odlučuje da posedne publiku bez prskanja krvi po njima". Kristina Lemir iz Associated Press-a tvrdi: "Astralna podmuklost je vrsta filma koju možete da gledate i zatvorenih očiju, pa ćete i dalje da osetite kako vam se strah uvlači u kosti. Astralna podmuklost je triler o posednutoj kući ispunjen svim uobičajenim stvarima kao što su škripa vrata, pucketajući pod i stvari koje se kriju u mraku, ali vas takođe i plaši tihim, hrapavim šaptajima na bebi-monitoru, melanholičnim melodijama na klaviru i panično vrištećim alarmom na ulaznim vratima dok se svetla misteriozno pale i gase u posleponoćnim časovima".

### Zarada
Film je krenuo sa 13.271.464 dolara, postigavši treće mesto u američkim bioskopima odmah iza filmova "Hop" i "Programski kod" (Source Code). 
Zaradio je ukupno 53,9 miliona dolara među američkim bioskopima sa dodatnih 38 miliona dolara svuda u svetu — ukupno 91,9 miliona dolara.

### Nagrade i nominacije
- Nominovan: Filmska Nominacija Toronto International Film Festival-a.
- Nominacija SXSW-a.
- 2011 Scream Awards Nominacija: Najbolji horor film
- 2011 Scream Awards Nominacija: Najbolji glumac horor filmova: Patrik Vilson.
- 2011 Scream Awards Nominacija: Najbolja glumica horor filmova: Rouz Bern.

## DVD i ostala izdanja
Astralna podmuklost je objavljen u DVD i Blu-ray izdanju 12. Jula, 2011.

## Muzika iz filma
- Tiny Tim - "Tiptoe Through the Tulips" (1968).
- Ludovico Einaudi - "Nuvole Bianche" (2004).

## Spoljašnje veze
- Zvanični veb-sajt
- Insidious na sajtu  (jezik: engleski)
- Insidious na sajtu  (jezik: engleski)
- Insidious na sajtu  (jezik: engleski)